# Molippa cruenta
Molippa cruenta är en fjärilsart som beskrevs av Walker 1855. Molippa cruenta ingår i släktet Molippa och familjen påfågelsspinnare. Inga underarter finns listade i Catalogue of Life.